# Sent Jurvèva
Sant Jurvèva (en occità Sainte-Geneviève-sur-Argence) és un municipi francès situat al departament de l'Avairon i a la regió d'Occitània.

## Demografia
| 1962                                       | 1968  | 1975  | 1982  | 1990  | 1999  |
| ------------------------------------------ | ----- | ----- | ----- | ----- | ----- |
| 1.109                                      | 1.145 | 1.063 | 1.174 | 1.143 | 1.127 |
| Des de 1962: població sense dobles comptes |       |       |       |       |       |

## Administració
| Període | Identitat                | Partit |
| ------- | ------------------------ | ------ |
| 1995-   | Renée-Claude Coussergues | UMP    |